# سیارک ۱۴۱۰
سیارک ۱۴۱۰ (به انگلیسی: 1410 Margret، نامگذاری:1937AL) هزار و چهارصد و دهمین سیارک کشف شده‌است که در ۸ ژانویه ۱۹۳۷ و در هایدلبرگ کشف شد.
قدر مطلق سیارک برابر ۱۱٫۱۰ است.